# جواهر الاسرار
جواهرالاسرار یکی از آثار عربی بهاءالله، بنیانگذار آئین بهائی است. این اثر در زمان اقامت او در بغداد (۱۸۵۳–۱۸۶۳) نوشته شده است.

## تاریخچه
این اثر در پاسخ به سؤالی از طرف سید یوسف سدهی اصفهانی، یکی از رهبران مذهبی نجف نوشته شده که در مورد رجعت مهدی موعود سؤال پرسیده بود. این اثر در همان روز دریافت سؤال نوشته شده و به وسیله واسطی به فرد سؤال کننده رسانده شد.
سید یوسف سدهی اصفهانی بعدها بابی شد و بسیاری از دوستان و آشنایانش او را به دلیل بابی شدن طرد کردن و مجبور به ترک شهر محل زندگی‌اش شد.

## محتوا

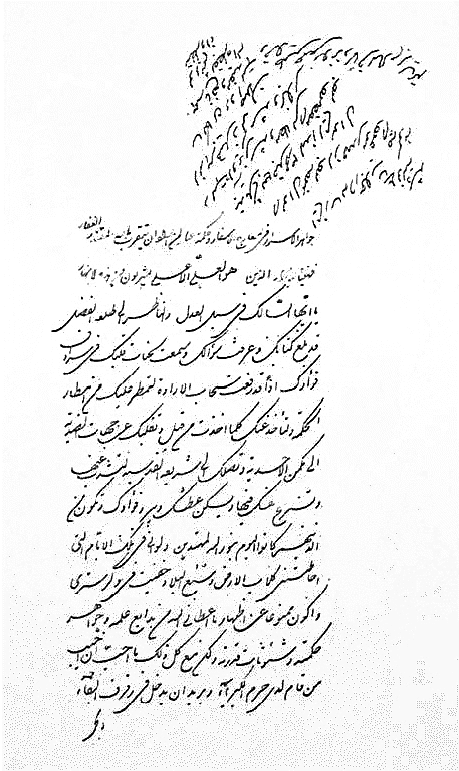
صفحه اول جواهرالاسرار با یادداشتی که به دست خط بهاءالله اضافه شده‌است.

بهاءالله خود می‌گوید که از سؤال مطرح شده برای شرح برخی مطالب استفاده می‌کند. برخی از این مطالب عبارتند از: مخالفت مردمان با پیامبران گذشته، خطر تفسیر تحت‌اللفظی متون دینی، معنای نشانه‌ها و نمادهای انجیل و تورات در مورد مظهر ظهور (پیامبر) جدید، تداوم ظهور الهی، نشانه‌های اعلان امر بهاءالله و اهمیت یا معانی واژه‌هایی مانند "قیامت" و "رستاخیز ".
این کتاب در برخی موضوعات با کتاب ایقان و هفت وادی شباهت‌هایی دارد.

## ترجمه انگلیسی
ترجمه انگلیسی این اثر در سال ۲۰۰۲ توسط مرکز جهانی بهائی به انتشار رسید.